# الکساندرا وزنیاک
الکساندرا وزنیاک (انگلیسی: Aleksandra Wozniak؛ زاده ۷ سپتامبر ۱۹۸۷) یک تنیس‌باز اهل کانادا است.